# Sabia de lemn al lui Sarî Saltuk Baba
În "Saltuknâme " este prezentă tradiția sabiei de lemn . În istoria și tradiția și luptele de cucerire ale vechilor turci sabia de lemn reprezintă simbolul siguranței și ocrotirii oamenilor în lupta împotriva răului ,nedreptăților, este simbolul bunătății și al dreptății. Sabia de lemn era  un instrument folosit în timpul ritualului șamanic. În timpul dansului ritualic șamanul bătea toba și tambura cu sabia de lemn , stabilind astfel superioritatea șamanului în lupta cu spiritele rele pe care reușea sa le gonească. Dacă în cultura șamanica sabia era un important instrument ritualic de îndepărtare a duhurilor rele, odată cu trecerea la Islam , Hoca Ahmed Yesevî folosește sabia ca simbol de conservare a societății oferind liniște și încredere membrilor ei. Simbolicul instrument era oferit doar acelor derviși,  viitori mentori , care erau în măsură să îndeplinească această misiune fără vărsare de sânge. Este suficient să citim legendele și miturile țesute în jurul celor trei figuri proeminente: Haci Bektaș Veli , Sarı Saltuk Baba și Gül Baba , ca să înțelegem mai bine simbolistica sabiei de lemn și secretele ei.     

Se spune că primul care a primit în dar sabia de lemn al lui Hoca Ahmed Yesev-î a fost Haci Bektași Veli. Conform legendei ,locuitorii din Bedenșan  s-au pornit asupra celor din Khorasan pe care i-au cucerit și i-au supus jafului și fărădelegilor. Speriați, locuitorii Khorasanului s-au dus la Ahmed Yesevî cerându -i sprijin . Acesta l-a trimis pe fiul său spiritual in vârstă de 12 ani , Kutbuddin Haydar, sa -i ajute pe cei din Khorasan, dar acesta fu învins și luat prizonier de cei din Bedenșan. Ca să -l salveze și să pună capăt fărădelegilor,  Ahmed Yesevî l-a trimis pe Haci Bektaș Velî.    Înainte de a-l trimite i-a încins mijlocul cu sabia de lemn . Ca urmare , cei din Bedenșan  au fost învinși,  prizonierul eliberat, iar inamicul, considerând lupta un miracol, s-a convertit la Islam. 
       În povestirile cu caracter religios musulmanii i- au atribuit sabiei de lemn o diversitate de sensuri și simboluri,dar la Ahmed Yesevî  capătă  o dimensiune profundă, ea simbolizând brațul dreptății și al puterii cu care este înzestrat dervișul.  În timp ce sabia din mâna luptătorilor are valoarea unei arme, în mâna dervișilor devine o armă simbolică cu care îndepărtează și purifică locul invadat de forțele răului,  fie de origine animală , fie de origine umană. În mâinile unui suveran bun, sabia de lemn reprezintă dreptatea și suveranitatea - este instrumentul cu care poți învinge dragonii, demonii malefici ,crocodilii, ba uneori poate lua forma focului, luminii sau a șarpelui, forme cu care poate elimina orice pericol întâlnit în cale.
     În textele sacre din religiile creștine, iudaice și islamice, sabia a fost folosită și ca simbol al cuvântului . Sunt cunoscute versurile poetului Yunus Emre "De-ar fi cuvânt să  poată opri războiul/De-ar fi cuvânt să poată tăia capul"  ca și expresia "mai subțire ca firul de păr, mai puternic decât sabia", expresie prin care poetul încearcă să sublinieze calea plină de riscuri pe care omul le înfruntă în drumul ce duce spre Allah . Aceeași expresie este folosită să arate axa simbolică a judecății drepte făcută celor trecuți în Lumea Veșniciei. 
    În mitologia occidentală, sabia de aur este simbolul atingerii celei mai înalte culmi ale vieții,  în timp ce sabia de lemn este simbolul sentimentului de încredere,  de dragoste ,al datoriei ,al resemnării la care se adaugă și atingerea idealului. Ea este mai degrabă un instrument al dreptății ,al justiției decât a războiului . Din acest punct de vedere, lucrarea "Saltuknâme" trebuie studiată cu atenție , ca și alte lucrări ,de altfel,  pentru a înțelege cu exactitate expresiile și înțelesul real al frazelor, precum și forța spirituală emanată. 
    În acest sens , Sarî Saltuk Baba este unul dintre înțelepții care a primit de la celebrul Haci Bektași Veli sabia de lemn pe care acesta , la rândul lui , o primise de la Hoca Ahmed Yesevî. În afară de Sarî Saltuk Baba,  sabia de lemn a mai fost dăruită lui Hacim Sultan Hasan Dede, al cărui nume este dat satului Hasan Dede de lângă Kırıkkale. După relatările din "Saltuknâme " sabia lui Sarî Saltuk era făcută din lemn de curmal și se spune că ar fi sabia Profetului Mohammed ( alte legende afirmă că era făcută din lemn de palmier ). Sarî Saltuk Baba o purta tot timpul ca semn al pretuirii și al respectului . Dacă cumva asupra lui se abătea necaz și nu avea sabia făcătoare de minuni, Hizâr i-o aducea repede și dușmanul era învins. La rândul lor , derviși lui Haci Bektași Veli din Anatolia purtau cu ei săbii făcute din lemn ienupăr considerat de cei din ordinul Bektași arbore sacru. Haci Bektaș Velî urca mereu pe un munte unde creșteau mulți arbuști ienupăr sau jnepeni, după cum li se mai spune, unde oficia ritualul de rugăciune. La începuturile Imperiului Otoman , dervișii purtau această sabie ca simbol al comunicărilor pașnice, iar în timp de război participau activ la îndepărtarea ostilităților
Odată cu trimiterea lui Sarî Saltuk Baba în Balcani, Haci Bektași Veli i-a dat acestuia o sabie de lemn , un covoraș de rugăciune și doi tovarăși, Ulu Abdal și Kiçi Abdal . Se spune că toți trei urcați pe covoraș ar fi zburat din Sinop la regele Armeniei, unde au reușit să-l convertească la Islam, după care au zburat la Kaliakra, lângă Varna, unde au reușit să ucidă balaurul cu 7 capete care persecuta oamenii locului de foarte mulți ani. De multe ori era văzut plutind deasupra Dunării. Unii consideră că reușita faptelor lui Sarî Saltuk Baba aparține magiei, alții îl considerau un om cu puteri supranaturale, putere transmisă prin acea sabie de lemn. Oricât încerca să le explice că toate reușitele sale nu sunt decât Voința lui Allah, puțini erau cei care credeau. În "Saltuknâme "sunt prezentate, pe lângă războaiele și evenimentele importante din viața eroului, legendele altor persoane importante ale vremii (secolul al XIII-lea) ,cât și relațiile pe care le avea cu acestea. Aventura pe pământ românesc a acestei căpetenii din secolul menționat mai sus este strâns legată de confreriile religioase sufite ale populațiilor turce care se stabileau pe atunci în Anatolia și în Balcani.